# 吉田町 (鹿児島県)
吉田町（よしだちょう）は、鹿児島県鹿児島郡にあった町。2004年11月1日、鹿児島市に編入され自治体としては消滅した。

## 地理
中心部は鹿児島市中心部の真北約15kmの場所に位置していた。南部の牟礼岡を中心にベッドタウンとなっており、合併前から鹿児島市とのつながりが深かった。現在は都心回帰の影響で旧町域の人口は減少傾向にある。

### 大字
1889年の町村制施行時に江戸期の藩政村の区域は大字となり、本城、本名、宮之浦、西佐多浦、東佐多浦の5大字から構成されていた。1991年（平成3年）に宮之浦の一部より牟礼岡一丁目から牟礼岡三丁目までが設置され、住居表示が実施されている。廃止時は発足時の5大字及び牟礼岡の区域の3町丁から構成されていた。
これらの町丁及び大字は、鹿児島市編入の際に大字を廃止しその区域に町丁が設置された。また、従来から町丁であった牟礼岡の区域についてはそのままとされ、鹿児島市本城町・本名町・宮之浦町・西佐多町・東佐多町・牟礼岡一丁目・牟礼岡二丁目・牟礼岡三丁目となった。

## 歴史
- 1889年（明治22年）4月1日 - 町村制施行により鹿児島郡吉田郷に属していた東佐多浦村、西佐多浦村、宮ノ浦村、本城村、本名村の区域より吉田村が成立する。
- 1929年（昭和4年）4月10日 - 村議会で審議していた小学校の運営問題が紛糾。傍聴人が議場に乱入して村長や議員に激しい暴行を加える騒ぎに発展、県下有数の難治村のイメージを裏付ける出来事となった[1]。
- 1972年（昭和47年）11月1日 - 町制施行し吉田町となる。
- 2004年（平成16年）11月1日 - 桜島町、喜入町、松元町、郡山町と共に鹿児島市に編入された。

## 姉妹都市・提携都市

### 国内
- 吉田町 (静岡県) - （1995年（平成7年）姉妹都市提携）
- 吉田町 (埼玉県) - （1995年（平成7年）姉妹都市提携）（現・秩父市）
- 吉田町 (新潟県) - （1995年（平成7年）姉妹都市提携）（現・燕市）
- 吉田町 (広島県) - （1995年（平成7年）姉妹都市提携）（現・安芸高田市）
- 吉田町 (愛媛県) - （1995年（平成7年）姉妹都市提携）（現・宇和島市）

## 学校

### 中学校

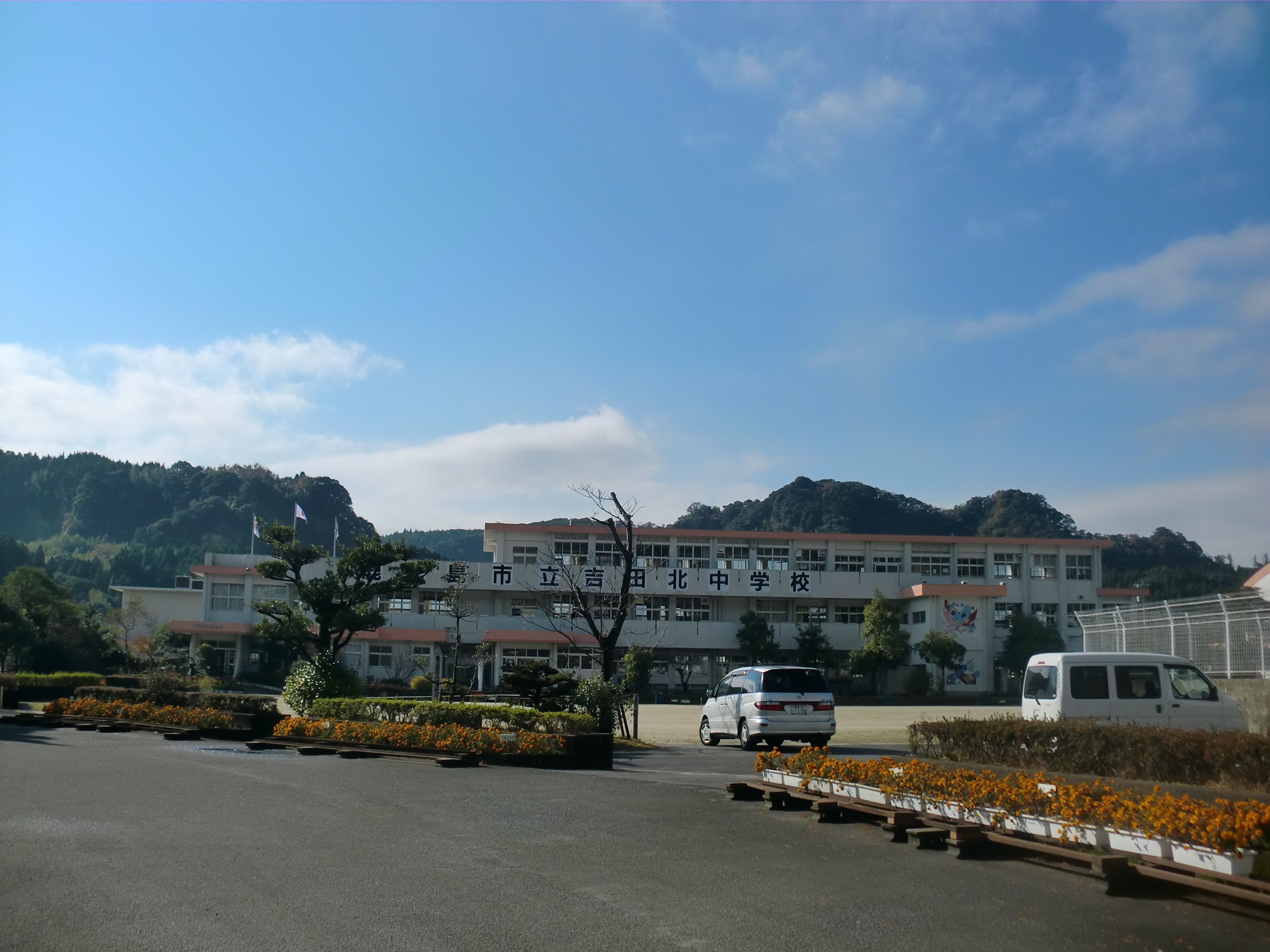
吉田北中学校
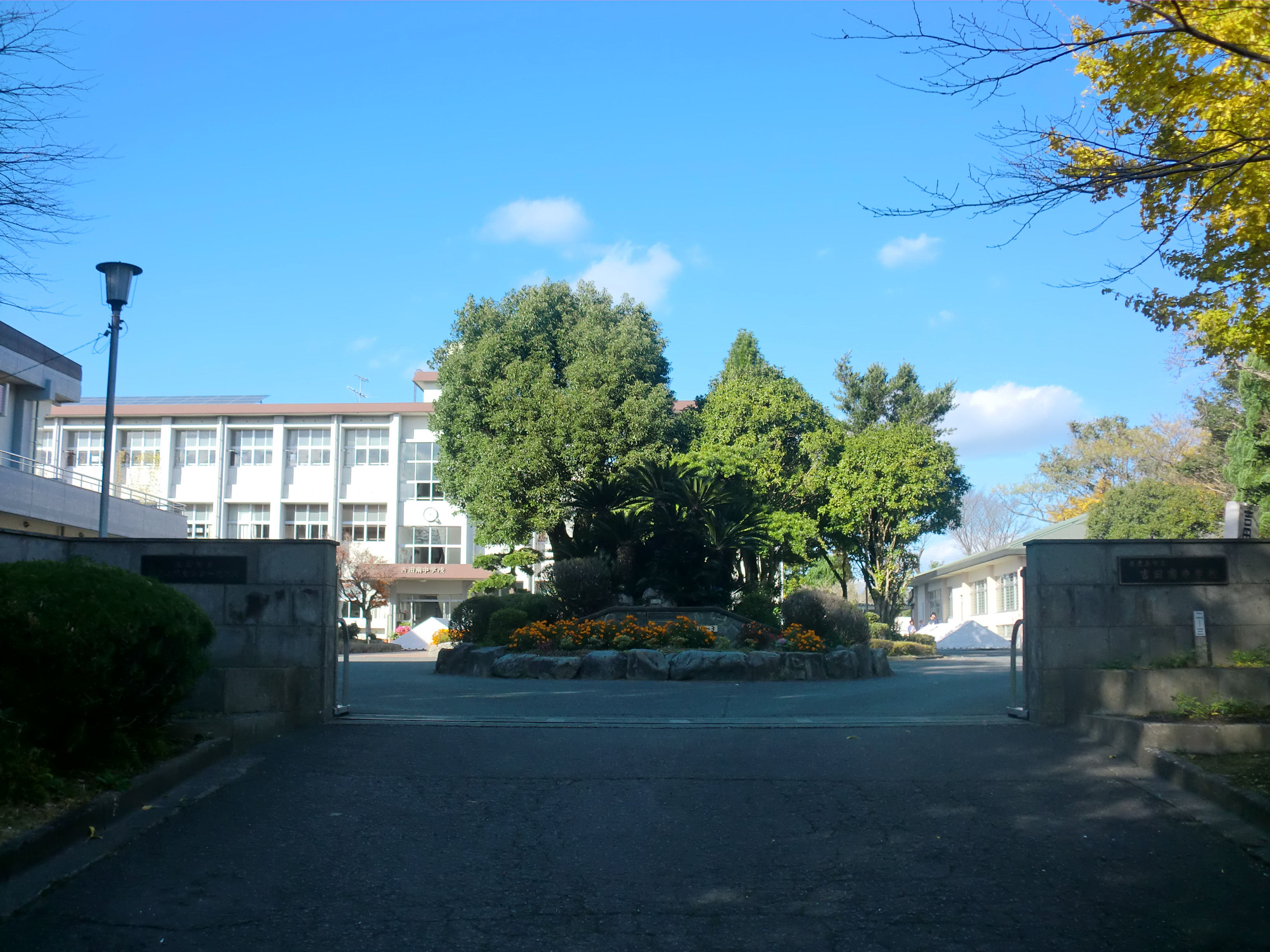
吉田南中学校

### 小学校
太字の学校は制服が指定されている。

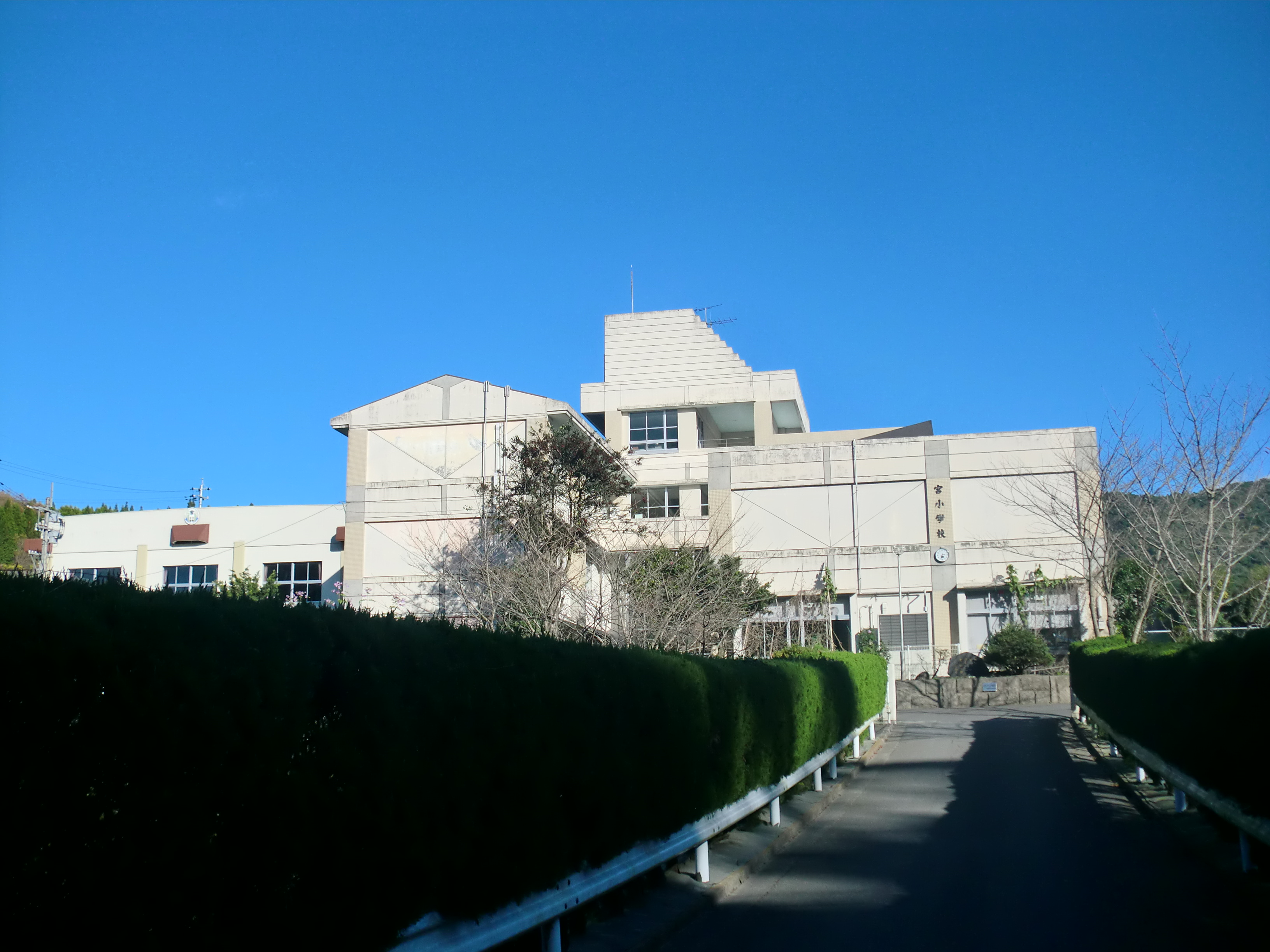
宮小学校
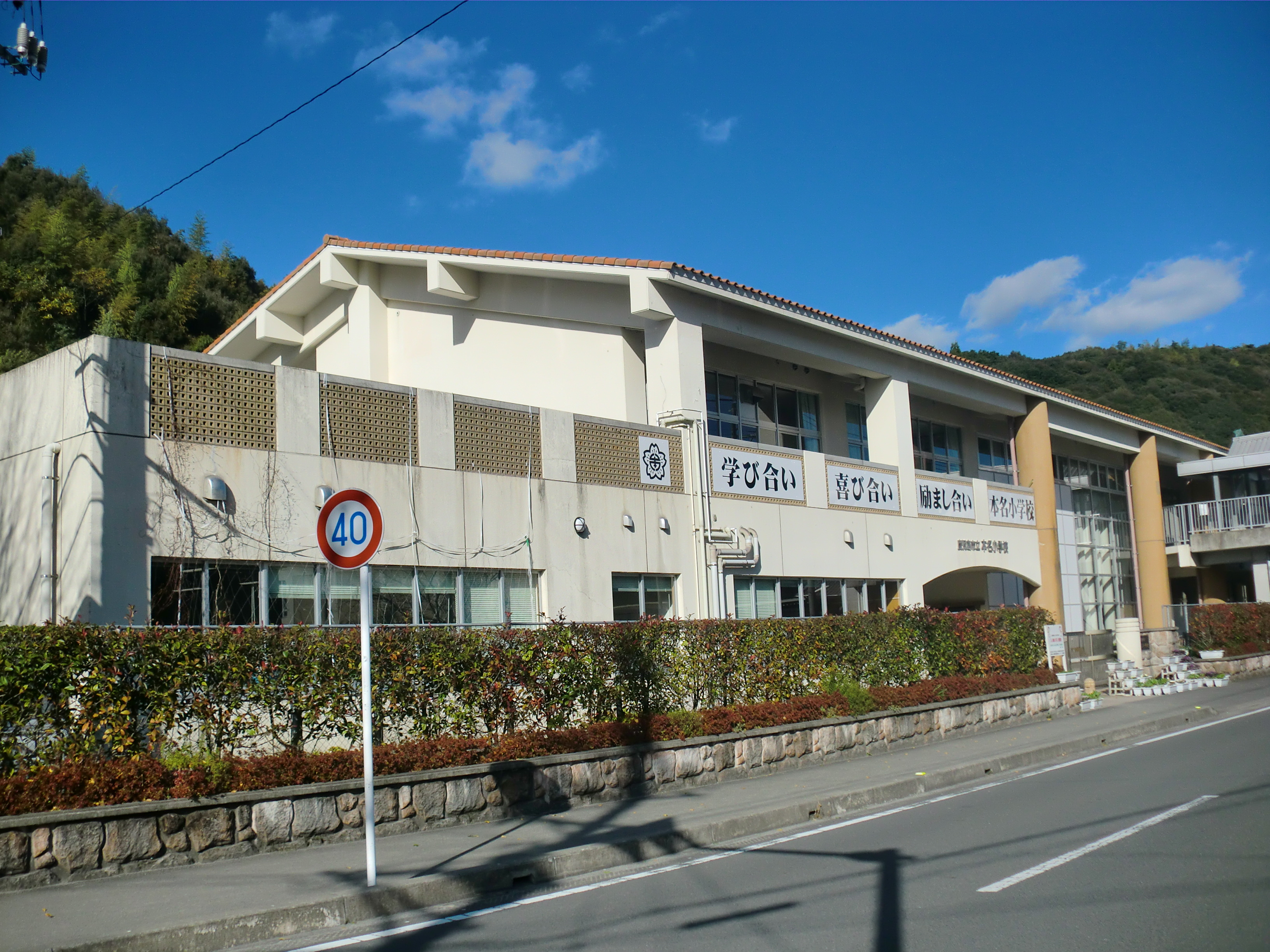
本名小学校
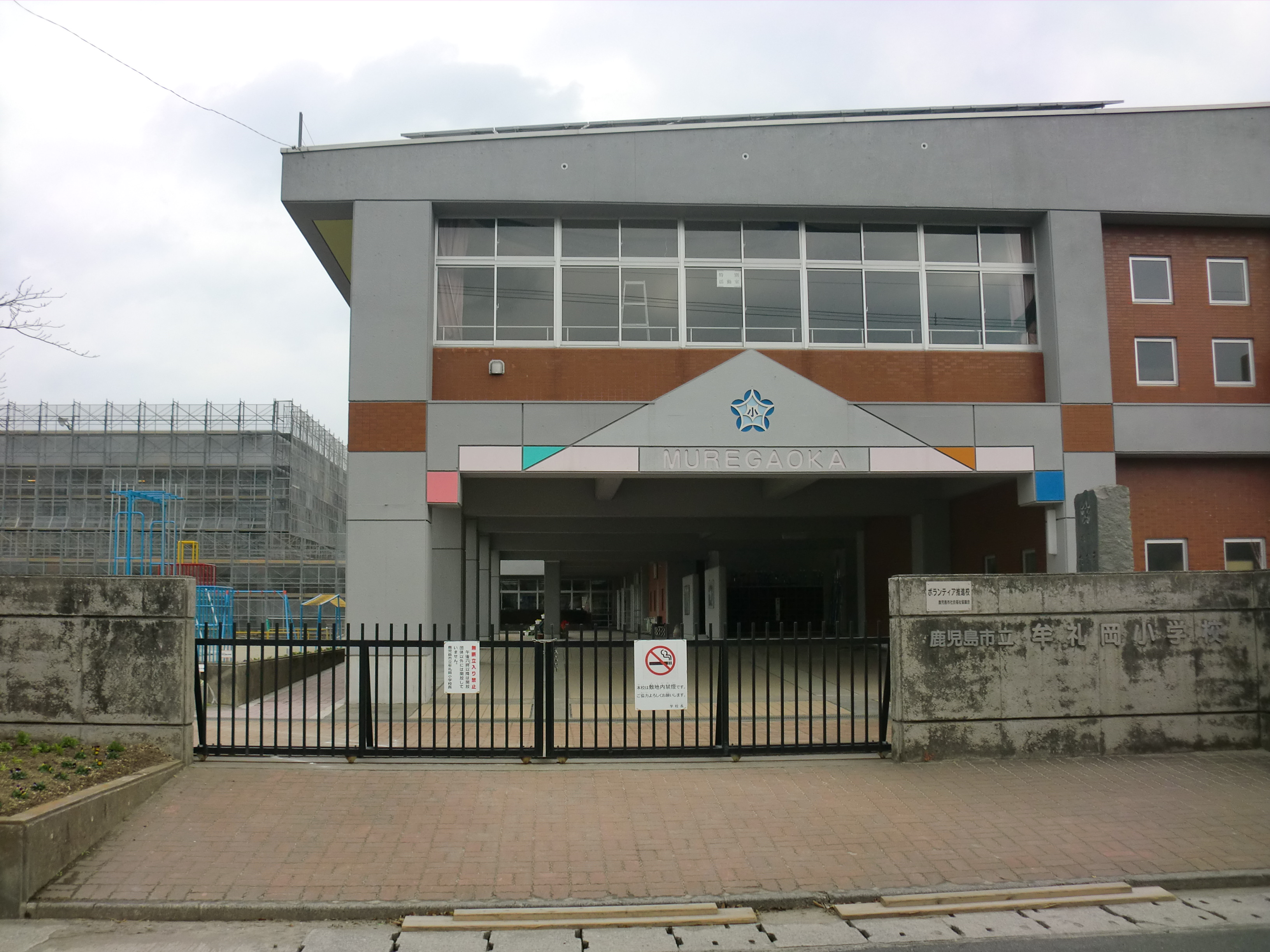
牟礼岡小学校
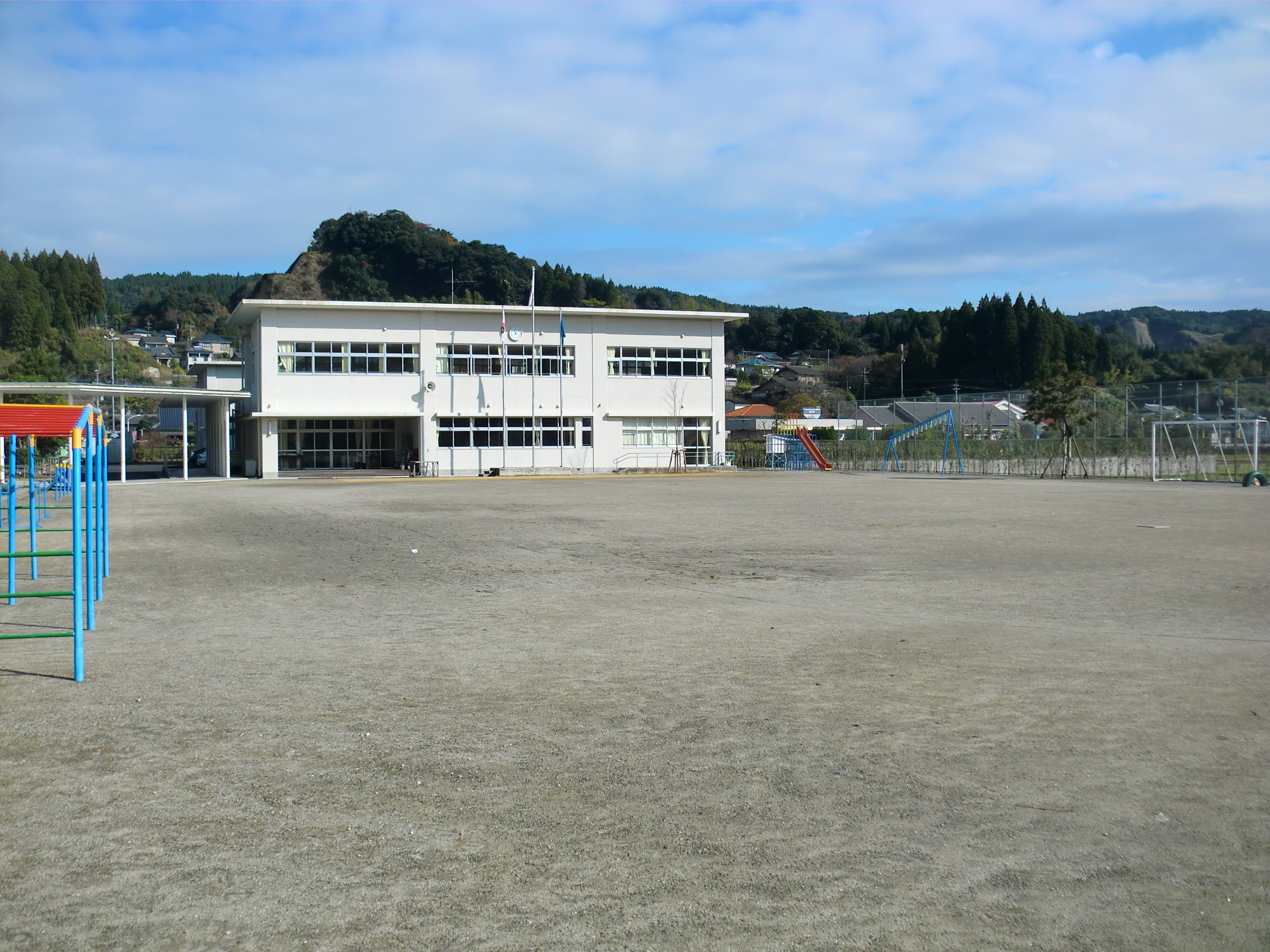
吉田小学校
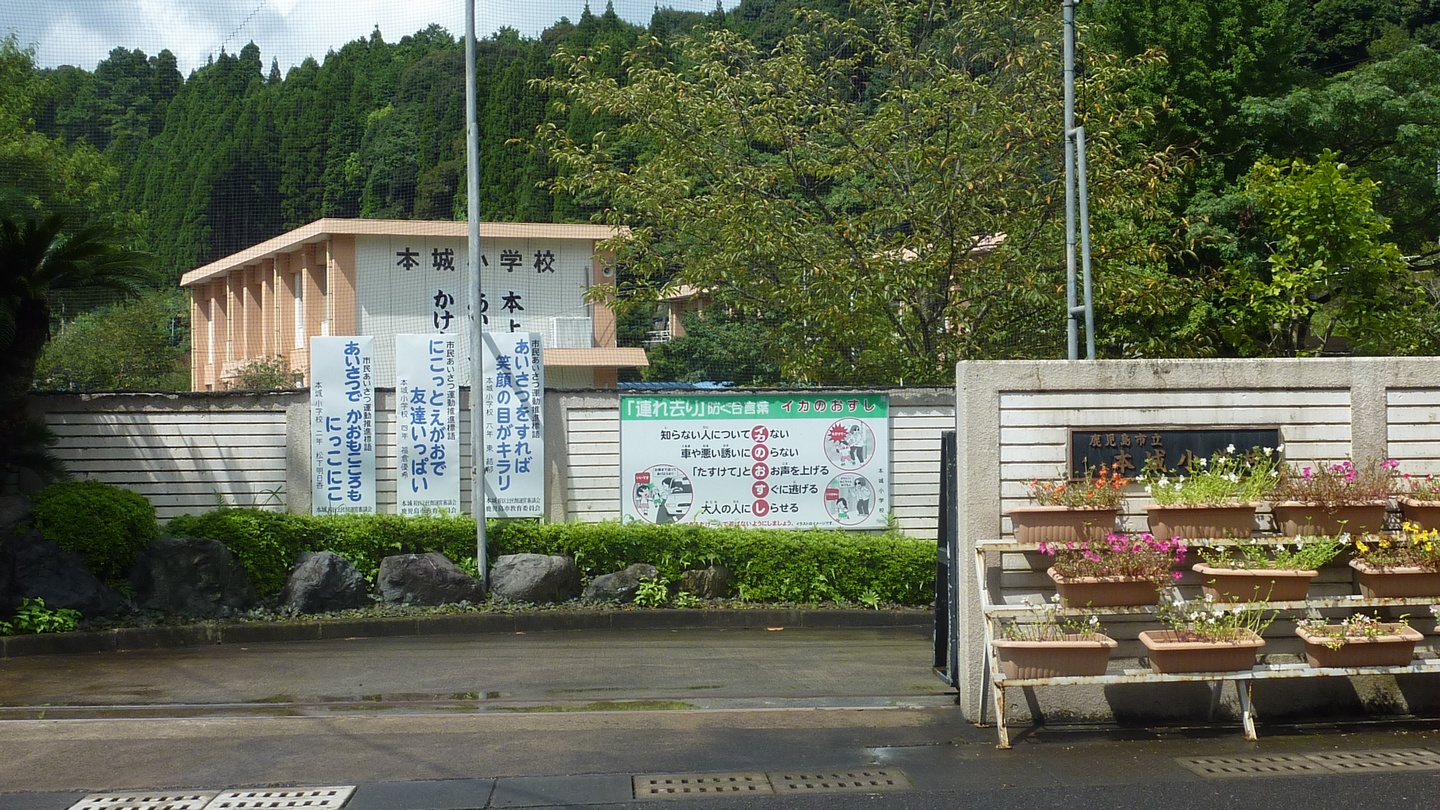
本城小学校

## 交通

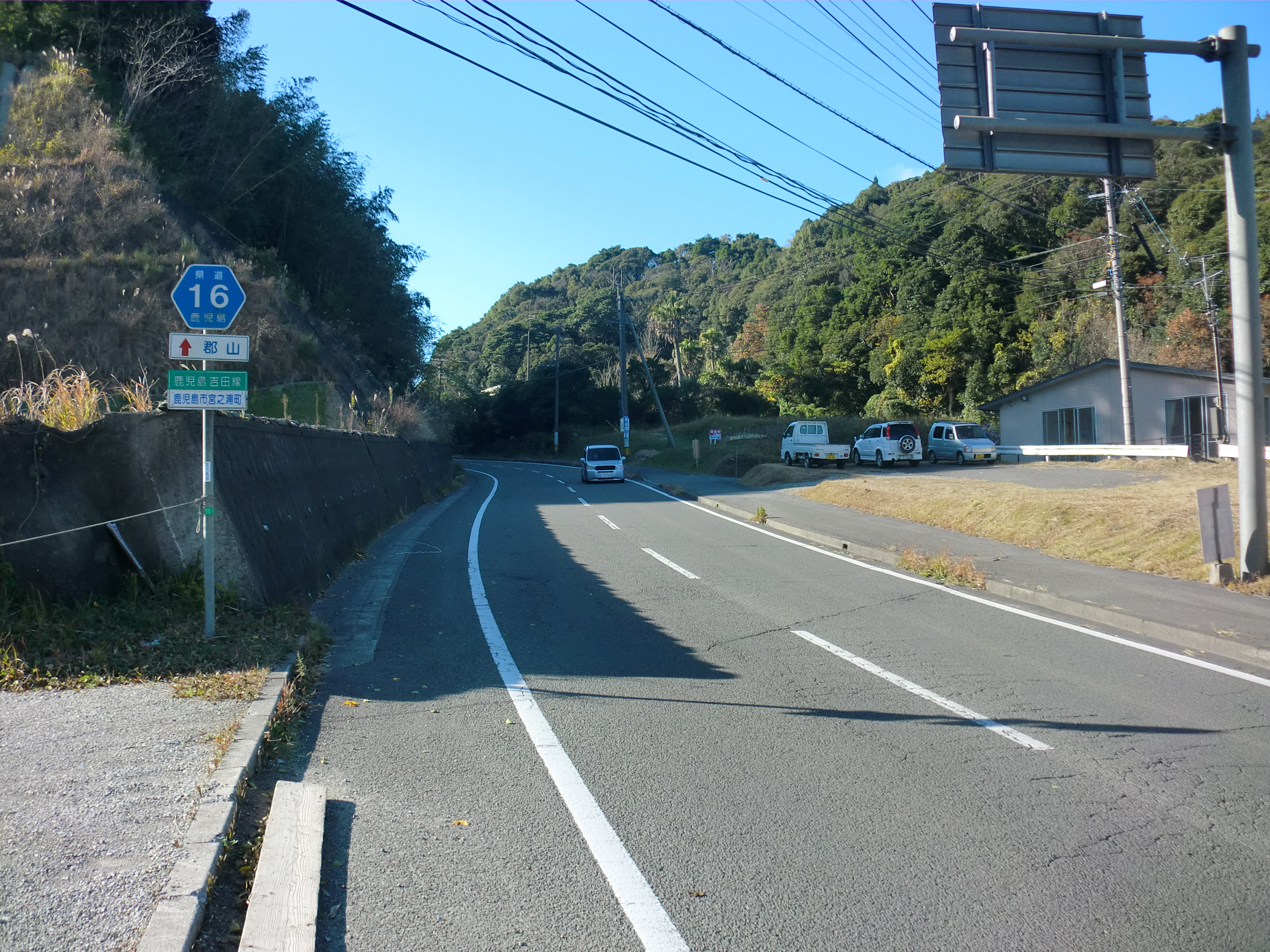
県道16号鹿児島吉田線

### 道路
高速道路
- 九州自動車道
  - 薩摩吉田インターチェンジ

主要地方道
- 鹿児島県道16号鹿児島吉田線
- 鹿児島県道25号鹿児島蒲生線
- 鹿児島県道40号伊集院蒲生溝辺線
- 鹿児島県道57号麓重富停車場線

## 名所・旧跡
- 牟礼谷の牧神

## 電気事業
町制施行前の1943年（昭和18年）まで、村営の電気供給事業が存在した。村内にあった「北薩電気株式会社」という事業者の事業を村営化したことで、1928年（昭和3年）5月に始まった。
前身の北薩電気は1920年（大正9年）12月の設立で、本社を吉田村に置き資本金は40万円であった。逓信省の資料によると事業は1924年（大正13年）3月1日に開業。初め本城・本名・西佐多浦・東佐多浦の各地域での供給が始まり、1925年（大正14年）8月に宮之浦にも拡大、村営化後の1929年（昭和4年）5月に本名の内之原集落で供給が始まったことで村内全般に行きわたった。事業の村営化は税収入以外の収入源確保と村外資本による合併・買収防止が目的で、村の特別会計により経営された。村による経営は15年間で、太平洋戦争中の1943年2月1日、配電統制令に基づく九州配電（九州電力の前身）への事業譲渡によって終結した。
村営供給事業の供給成績は1938年度（昭和13年度）末の時点で電灯数1,212灯（需要家数1,035戸）、電力供給73.6キロワットで、同年度の収支は収入1万2,903円・支出1万3,381円と478円の欠損を出していた。電源は村内の高附発電所（出力124キロワット、思川水系本名川による水力発電所）であった。同所は北薩電気により1924年2月に新設。吉田村、九州配電を経て九州電力へ引き継がれ、1983年（昭和58年）3月には更新工事を受け出力240キロワットとなって稼働中である（北緯31度42分59秒 東経130度33分44.5秒 / 北緯31.71639度 東経130.562361度）。